# DJ Space Cowboy
Nick Dresti es un cantante y productor parisino, que opera bajo el nombre de Space Cowboy. Dresti también ha sido conocido previamente como DJ Supreme, DJ Chrome, Loop Da Loop, Mission Supreme y Vibes. También es apadrinado por Norman Cook.

## Carrera
Dresti comenzó su carrera bajo el seudónimo de DJ Supreme. Su primer hit fue "The Wildstyle" ("El estilo salvaje"), el cual subió al nº39 en las listas del Reino Unido en 1996, luego alcanzó el nº24 luego de una reedición en 1997. También triunfó en los Estados Unidos donde alcanzó el nº40.
También tuvo éxito con su sencillo "Up to The Wildstyle" en 2000 así como "The Porn Kings vs. DJ Supreme" que en el Reino Unido alcanzó la posición nº10.
En 2002, bajo el nombre de Space Cowboy lanzó una versión de la canción the Prince, "I Would Die 4 U", encabezando las listas del Reino Unido. Hubo un error con el formato de la canción por parte de la compañía que la hizo ilegible para las tablas.
Space Cowboy ha trabajado y remixado con artistas como The Darkness, Sir Paul McCartney, y su remix del Glamorous de Fergie alcanzó el n.º 2 en los Estados Unidos. 
Su álbum debut, "Across The Sky" ("A través del cielo") fue lanzado finalmente. En Japón fue lanzado por Sony Music donde fue el tercer álbum de electrónica que más vendió en el 2004.
En 2005 su segundo álbum "Big City Nights" ("Noches de la Gran Ciudad") fue lanzado.
En 2007 Space Cowboy lanzó su tercer álbum, titulado "Digital Rock" ("Rock Digital"). El sencillo "My Egyptian Lover" ("Mi amante egipcio") con la compañía de la rapera Nadia Oh fue presentada en las radios, incluida Radio 1, Kiss and Galaxy, con el video musical reproducido múltiples veces en canales como MTV. "My Egyptian Lover" fue lanzado en el Reino Unido el 15 de enero de 2007 y alcanzó el nº45.
Space Cowboy oficialmente firmó con la firma discográfica estadounidense Interscope / Cherry Tree a mediados del 2007 con un relanzamiento de "Digital Rock". En 2007, remixó el primer sencillo de Marilyn Manson, "Heart-Shaped Glasses (When the Heart Guides the Hand)" del álbum "Eat Me, Drink Me"
En los tempranos 2008, Space Cowboy lanzó un nuevo sencillo llamado "Something 4 The Weekend" ("Algo por el fin de semana"), otra vez con la participación de Nadia Oh y lanzado en el álbum de aquella, "Hot Like Wow". En julio, Space Cowboy uno de los dieciséis músicos internacionales quienes se presentaron en 2008 en el Nano-Mugen Festival desarrollado por la banda de rock japonesa Asian Kung-Fu Generation. Su canción, "Across the Sky" fue lanzada dentro de una recopilación precedente en promoción del festival.
En 2008, Space Cowboy trabajó con Lady Gaga en la canción "Starstruck", y también en la festiva "Christmas Tree" incluida en la edición de "The Fame" para Estados Unidos. Además, algunos extractos de canciones de Space Cowboy aparecen en canciones de Lady Gaga. También él aparece en los videos de "Just Dance", "Beautiful, Dirty, Rich" y "Poker Face". Luego remezcló la canción "Poker face" para el álbum "The fame: The remixes" también de Lady Gaga.
En abril de 2009, una nueva canción cantada por Space Cowboy con Chelsea Korka (de The Paradiso Girls) titulada "Falling Down" apareció en Internet. La canción fue producida por RedOne y fue coescrita con Darragh Hughes. El video fue presentado luego. Este mismo año Space Cowboy realizó una colaboración con la banda alemana Cinema Bizarre a quienes conoció durante la gira que estos realizaron con Lady GaGa por Estados unidos. El título de la canción es I came 2 party
y tendrá lugar dentro del más reciente disco de la banda toyZ. El vídeo fue lanzado el 25 de julio de 2009.

## Discografía

### Álbumes
- Across the Sky (2003)
- Big City Nights (2005)
- Digital Rock (2007)
- Digital Rock Star (2009)

### Sencillos
- 2002: I Would Die 4 U
- 2005: Across the Sky
- 2006: I Know What Girls Like
- 2007: Running Away
- 2007: My Egyptian Lover (con Nadia Oh) / Hot Like Wow (con Nadia Oh)
- 2008: Something 4 the Weekend (feat. Nadia Oh)
- 2009: Falling Down (feat. Paradiso Girl)
- 2009: I Came 2 Party (feat Cinema Bizarre)

### Como productor
- Nadia Oh – Hot Like Wow (2008)
- Lady Gaga – "Starstruck" (2008)
- Lady Gaga – "Christmas Tree" (2008)
- MSTRKRFT feat. John Legend – "Heartbreaker" (2009)
- Lady Gaga – "Monster" (2009)
- Lady Gaga – "So Happy I Could Die" (2009)
- Lady Gaga – "Earthquake" (2009)
- Nadia Oh – Colours (2011)
- Mac Miller – "All Around the World" (2011)
- The Saturdays – "All Fired Up" (2011)

### Remixes
- Ami Suzuki – "Around the World" (2005)
- Koda Kumi – "Chery Girl" (2006)
- Fergie – "Glamorous" (2007)
- Lady Gaga – "Starstruck"  (2008)
- Lady Gaga – "Just Dance" (2008)
- Lady Gaga – "Poker Face" (2009)
- Lady Gaga – "LoveGame" (2008)
- Lady Gaga – "Monster (2009)
- Jery Sandoval – "Astronauta" (2009)
- New Kids on the Block – "2 in the Morning" (2009)
- Belanova – "Nada de más" (2010)
- Jennifer Lopez con Pitbull – "Fresh Out the Oven" (2010)
- Jennifer Lopez – "Louboutins" (2010)
- The Saturdays – "All Fired Up" (2011)